# Põhja-Tallinn
Põhja-Tallinn (Estisch voor Noord-Tallinn) is een van de acht stadsdistricten (Estisch: linnaosad) van Tallinn, de hoofdstad van Estland. Põhja-Tallinn is een schiereiland in de Baai van Tallinn, onderdeel van de Finse Golf. Het stadsdistrict ligt ten noordwesten van Vanalinn, het historische centrum van Tallinn.
Het stadsdistrict had 59.612 inwoners op 1 januari 2022 en beslaat een oppervlakte van 15,19 km². De bevolkingsdichtheid is dus 3.924/km². In het district vindt men havens, industrieterreinen, houten huizen, flatgebouwen in Sovjetstijl en ook een uitgebreid bos.
Het stadsdistrict is onderverdeeld in negen subdistricten of wijken (Estisch: asumid): Kalamaja, Karjamaa, Kelmiküla, Kopli, Merimetsa, Paljassaare, Pelgulinn, Pelguranna en Sitsi.

## Geschiedenis
Eigenlijk kan niet worden gesproken van de geschiedenis van Põhja-Tallinn. Elke wijk heeft een eigen geschiedenis.

### Kalamaja

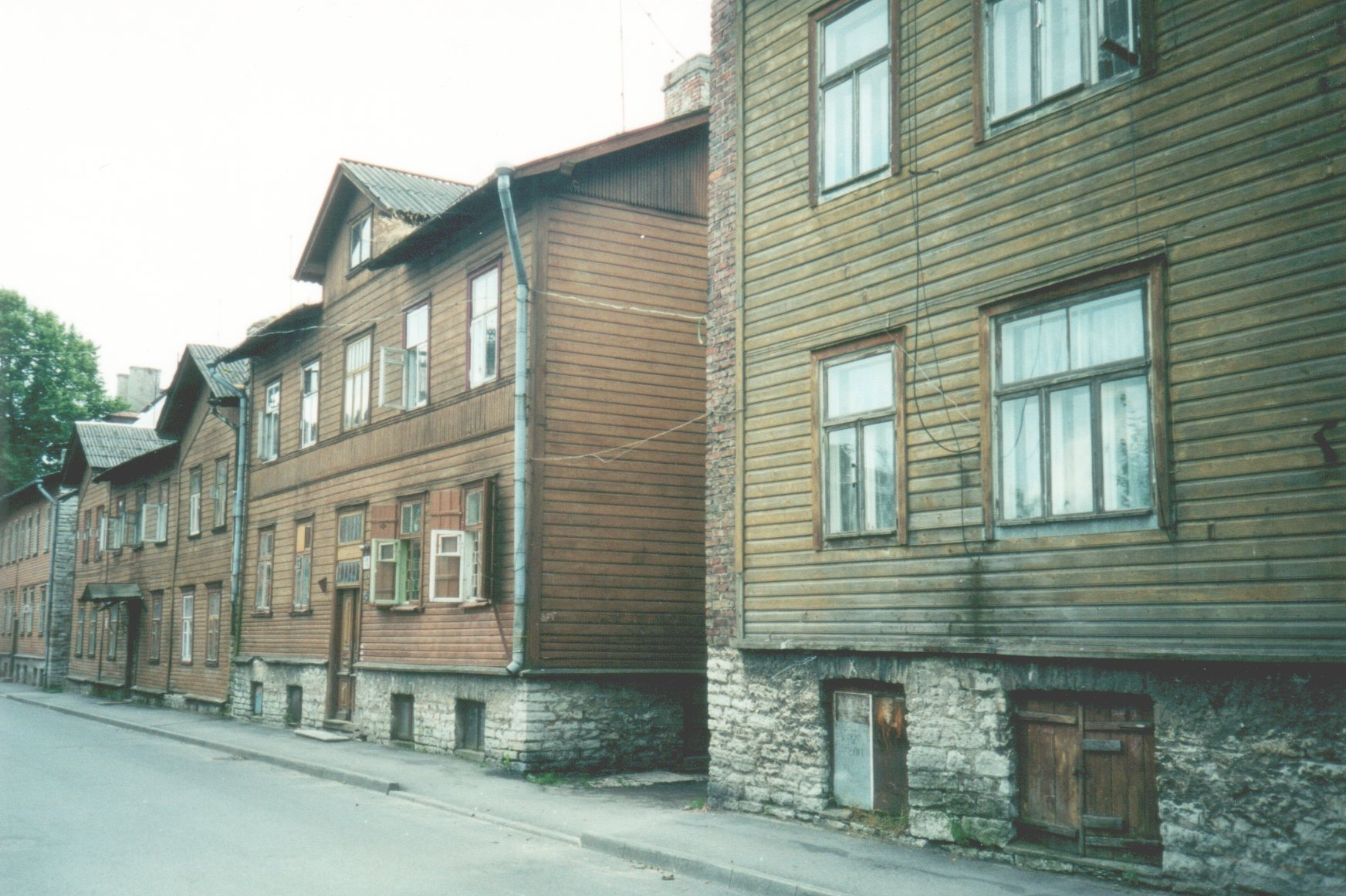
Houten huizen in de wijk Kalamaja

Kalamaja ontstond al in de 14e eeuw als vestigingsoord voor Esten die werkzaam waren in de haven van Tallinn, vervoersdiensten aanboden, optraden als loods of leefden van de visvangst. De Duitse naam voor de nederzetting was dan ook Fischermay. In de 18e eeuw maakten de Russen, de toenmalige heersers over Estland, er een marinehaven van. In de 19e eeuw ontstond hier industrie. Ook de nabijgelegen spoorlijn van Tallinn naar Paldiski en Haapsalu zorgde voor werkgelegenheid. In de eerste helft van de 20e eeuw werd er een elektriciteitscentrale gebouwd. Het gebouw is nu een wetenschapsmuseum.
Na de Tweede Wereldoorlog richtten de Sovjetbezetters in 1964 in Kalamaja een legerbasis in. Het oudste kerkhof van Tallinn werd daarvoor geruimd. Zelfs de kerkboeken waarin de administratie van het kerkhof was bijgehouden, werden vernietigd. Het gebied is nu een park, het Kalamaja kalmistupark.

### Karjamaa

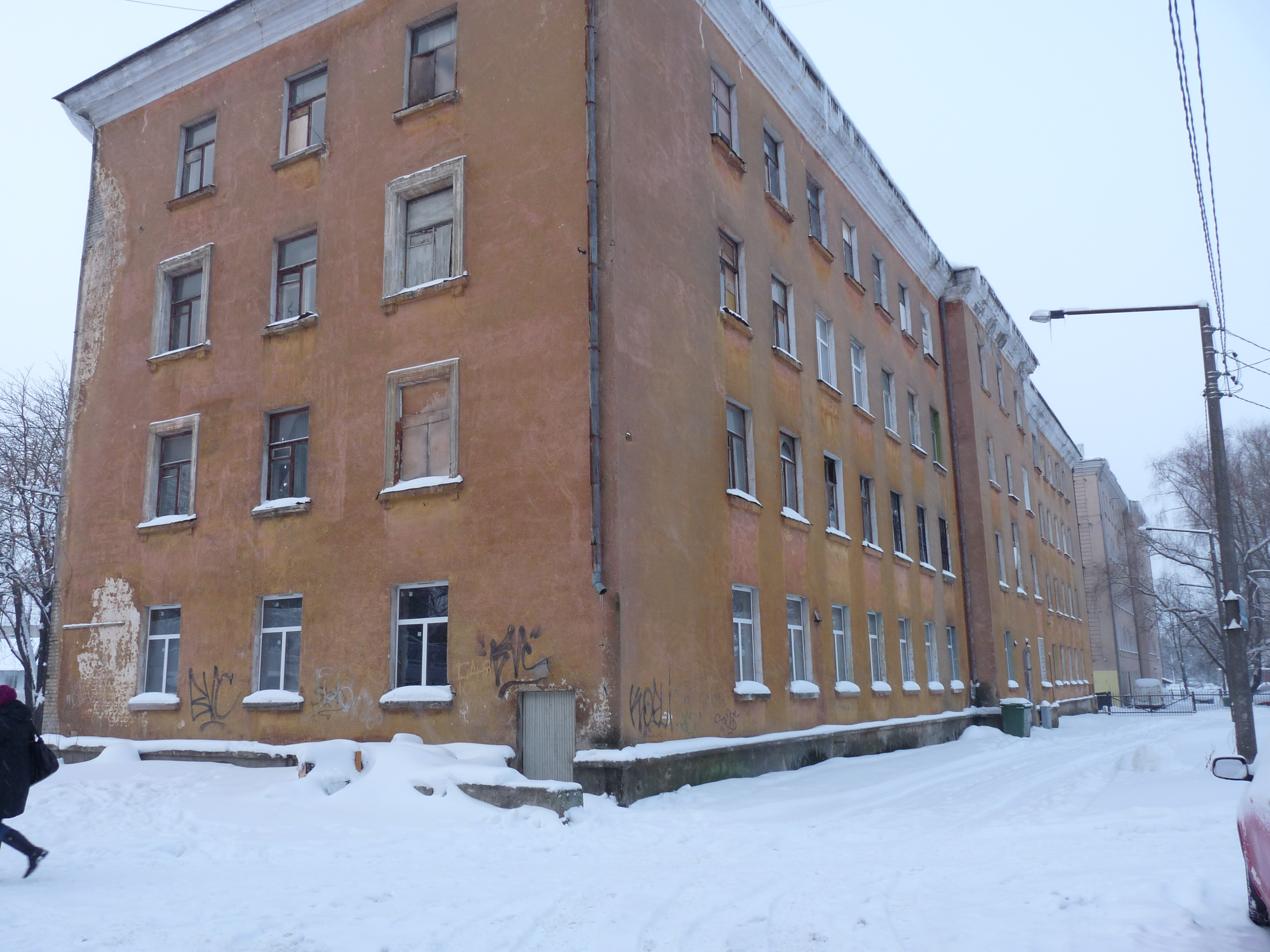
Sovjetflat in de wijk Karjamaa

Karjamaa (‘weiland’) was oorspronkelijk de grond waar de bevolking van Tallinn zijn runderen liet grazen. In de 19e eeuw werd het gebied geïndustrialiseerd en werden er arbeiderswoningen gebouwd. Vlak voor de Eerste Wereldoorlog werd er een marinehaven aangelegd. In de tijd van de onafhankelijkheid ontwikkelde de industrie zich verder. Tijdens de Sovjetbezetting (1944-1991) werden er flats neergezet volgens het principe van de Plattenbau. Sinds 2003 zijn veel flats opgeknapt en gemoderniseerd.

### Kelmiküla

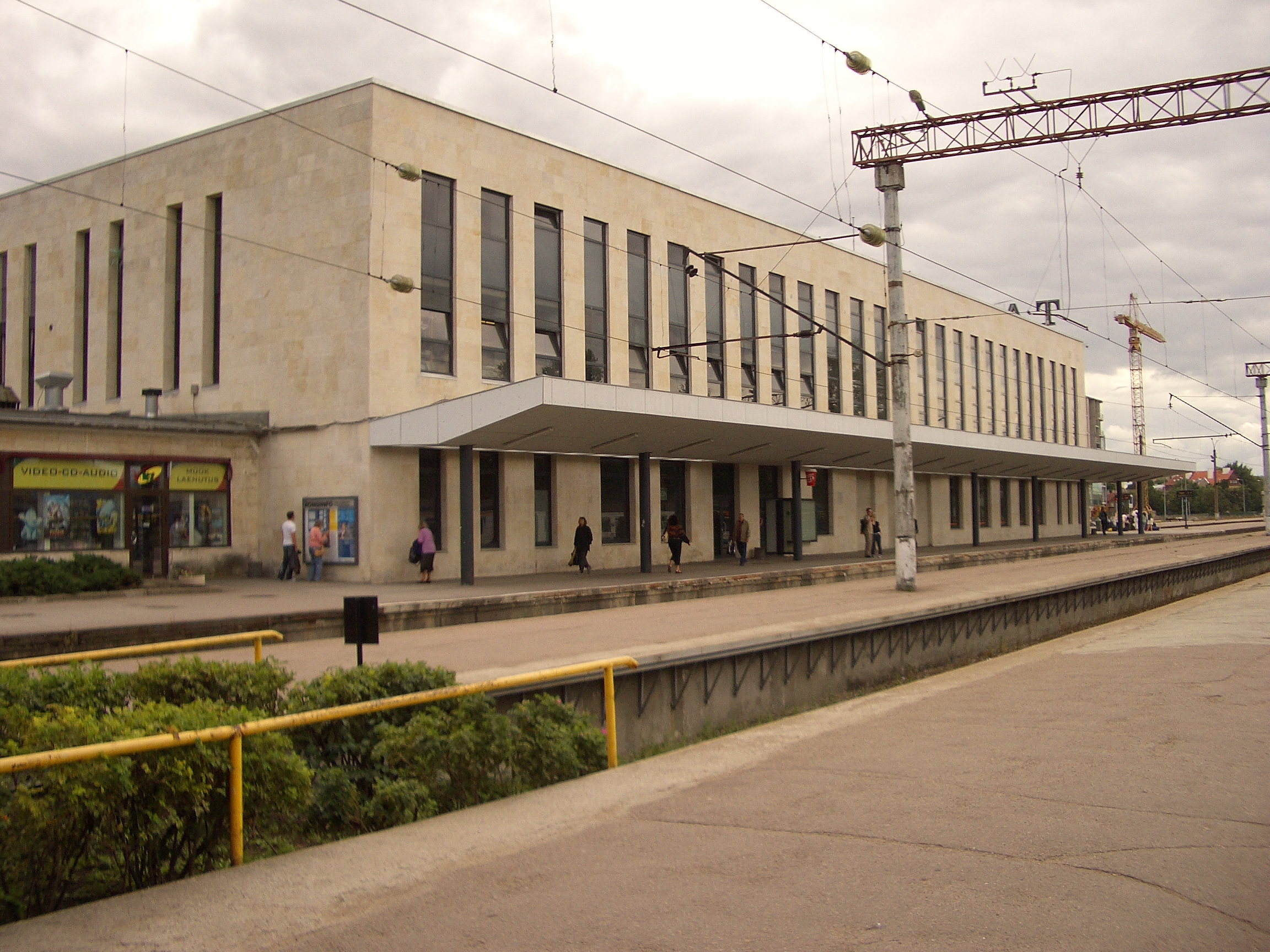
Het Baltisch station in de wijk Kelmiküla

De kleine wijk Kelmiküla kwam tot leven toen daar in 1870 het Baltisch Station werd gebouwd, het hoofdstation van Tallinn. Er staat ook een opleidingsschool voor medewerkers van de Estische spoorwegmaatschappijen.

### Kopli
Kopli (Duits: Ziegelskoppel) was net als Karjamaa oorspronkelijk weideland. In de 14e eeuw ontstond er een vissersdorp. Tegen het eind van de 19e eeuw werden er industrieën gevestigd. Kort voor de Eerste Wereldoorlog legden de Russische machthebbers een marinehaven in deze wijk aan. Daarmee werd de haven ook aantrekkelijk voor de aanleg van een scheepswerf.
Tussen de twee wereldoorlogen stagneerden zowel de industriële bedrijvigheid als de scheepsbouw in Kopli. Pas in de jaren dertig krabbelde de wijk weer overeind. De Tweede Wereldoorlog maakte aan die ontwikkeling een eind. Kopli is nog steeds een wat achtergebleven deel van Tallinn. De wijk is een verzamelpunt voor daklozen.
In Kopli lag een kerkhof speciaal voor de Duitstalige inwoners van Tallinn. Het kerkhof werd, net als dat in Kalamaja, in 1950-51 compleet geruimd om plaats te maken voor een legerbasis. Tegenwoordig ligt op deze plaats een park.

### Merimetsa

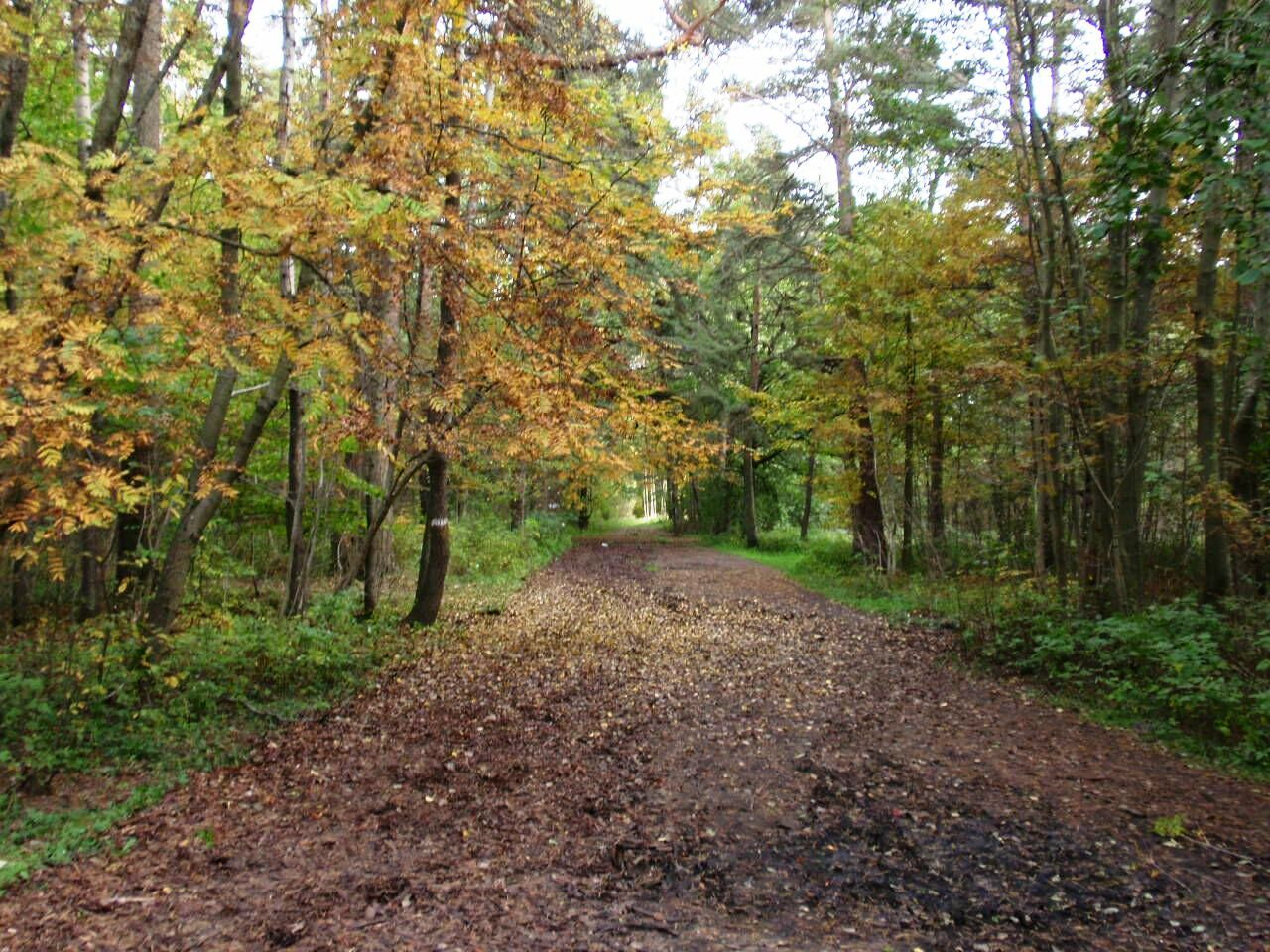
Het bos in de wijk Merimetsa

Merimetsa is de wijk om het bos Merimets (‘Zeebos’) heen; Merimets wordt ook wel Stroomi mets genoemd, naar het nabijgelegen strand Stroomi rand. Buiten het bos heeft de wijk nog een ziekenhuis, een psychiatrische inrichting en een grote supermarkt van de keten Selver. Met 5 inwoners is Merimetsa een van de dunstbevolkte wijken van Tallinn.

### Paljassaare
Paljassaare is, net als Kopli, een schiereiland binnen het schiereiland Põhja-Tallinn. Het is pas in de 19e eeuw ontstaan toen dankzij de daling van de Oostzee twee eilanden aan elkaar groeiden. De wijk was tot na de Tweede Wereldoorlog militair terrein en niet voor het publiek toegankelijk. Na de oorlog werden er een woonwijk, een vissershaven en een rioolwaterzuiveringsinstallatie aangelegd.

### Pelgulinn
Pelgulinn (‘Schuilstad’) was tot in de 18e eeuw een schuilplaats voor rovers die de omgeving onveilig maakten, vandaar de naam. Toen op het eind van de 19e eeuw de spoorlijnen van Tallinn naar Paldiski en Narva werden aangelegd, werd hier een wijk voor de spoorwegwerkers gebouwd. Veel van de karakteristieke huizen uit die wijk, bestaande uit twee woonlagen en opgetrokken uit hout, staan er nu nog. Na de Tweede Wereldoorlog kwam daar wat hoogbouw in Sovjetstijl bij.

### Pelguranna

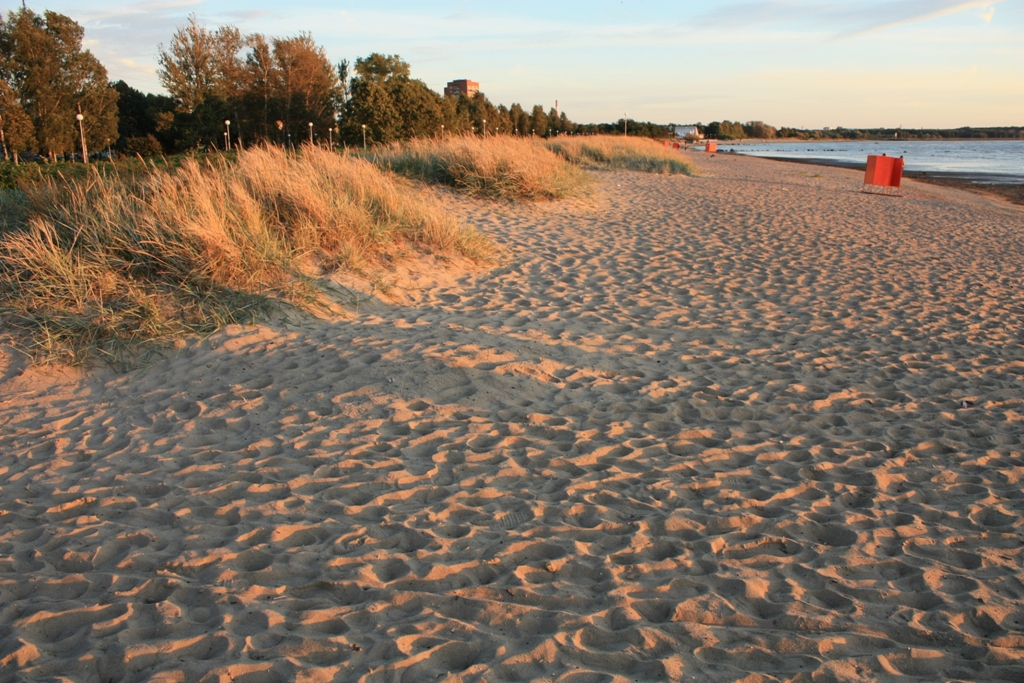
Het strand Stroomi rand

Pelguranna (‘Schuilstrand’) ligt ten noordwesten van Pelgulinn, en was ook ooit het domein van rovers. Op het eind van de 19e eeuw vestigden veel arbeiders van de katoenfabriek in de aangrenzende wijk Sitsi zich in het gebied. Voor hen werden eenvoudige houten huizen gebouwd. Tijdens de Sovjetbezetting (1944-1991) kwamen daar veel flats volgens het Plattenbauprincipe bij.
Het strand Stroomi rand, dat aan de zeekant van de wijken Merimetsa en Pelguranna ligt, is heel geliefd bij de plaatselijke bevolking.

### Sitsi
Sitsi ligt centraal in Põhja-Tallinn. Hier werd in de 19e eeuw de katoenfabriek Balti Puuvillavabrik gebouwd. Die lag op de heuvel Sitsimägi; Sitsi ontleent daaraan zijn naam. De wijk bestaat nog steeds grotendeels uit houten arbeidershuizen.

### Het voormalige Kalinindistrict
De stadsdistricten Põhja-Tallinn en Haabersti waren tussen 1950 en 1990 één district met de naam Kalinindistrict. Michail Kalinin, van 1922 tot 1946 president van de Sovjet-Unie, werkte tussen 1901 en 1904 in Tallinn, eerst bij Volta in Kalamaja, een fabriek die elektrische apparatuur maakte, en later bij de spoorwegen. Zijn vrouw, Katarina Loorberg, was Estisch.

## Põhja-Tallinn nu

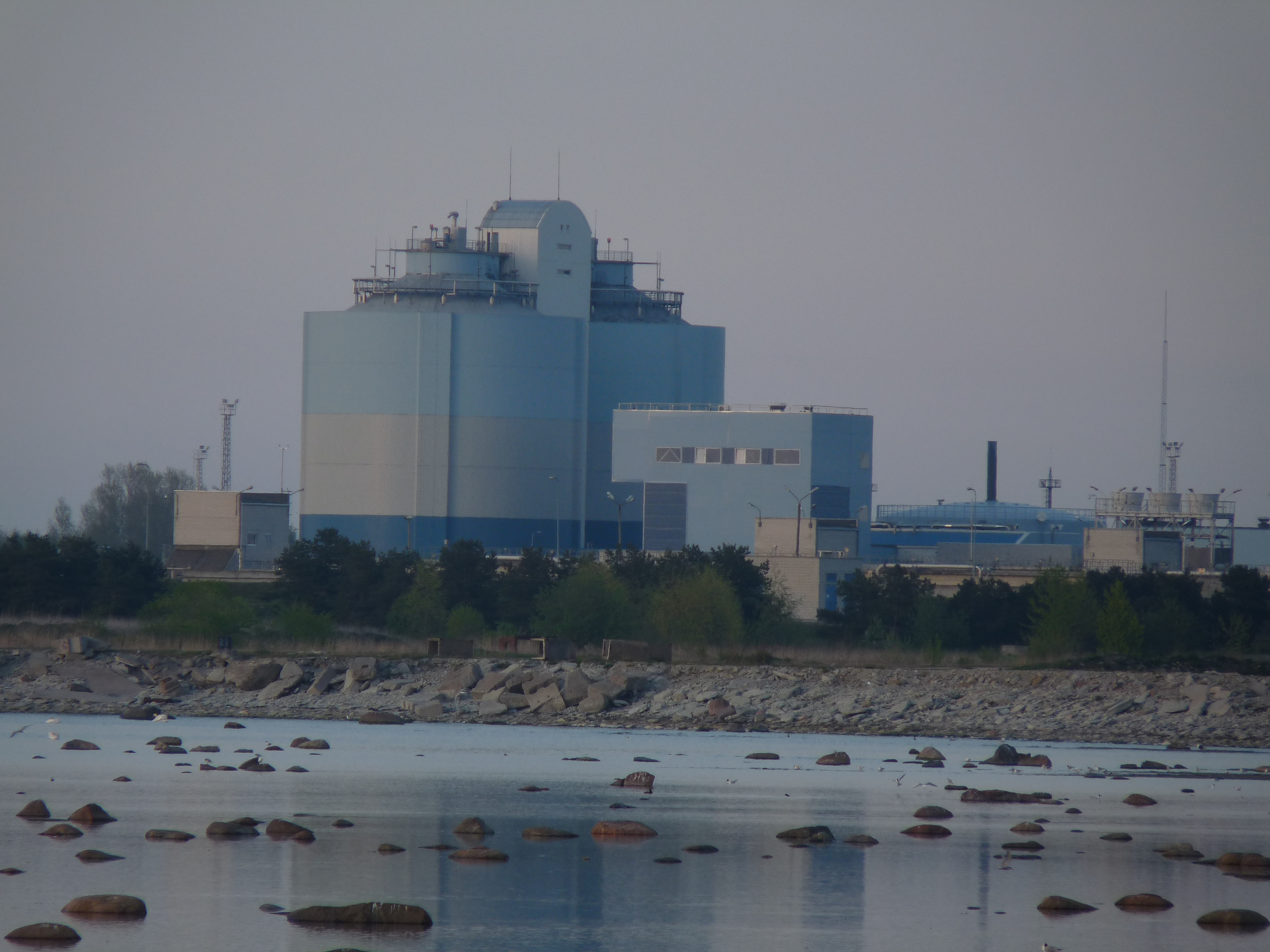
De rioolwaterzuiveringsinstallatie in Paljassaare

De bevolking van Põhja-Tallinn bestaat voor 50,3% uit Esten, voor 39,3% uit Russen, voor 3,9% uit Oekraïners en voor 1,8% uit Wit-Russen. Kijken we naar de nationaliteit, dan ontstaat een ander beeld. 73,2% heeft de Estische nationaliteit, 10,6% is stateloos, 8,9% heeft de Russische nationaliteit en 2,1% de Oekraïense (alle cijfers van januari 2020).
De haven van Kopli is nu een overslaghaven, vooral voor olie en hout. Verder worden er schepen gebouwd en gerepareerd. De haven van Paljassaare is eveneens een overslaghaven. Daar staat ook een grote visverwerkingsfabriek. In Karjamaa ligt Miinisadam, de belangrijkste haven van de Estische marine.
De noordpunt van Paljassaare is een beschermd natuurgebied.

## Vervoer
Põhja-Tallinn heeft drie grote doorgaande wegen: Sõle tänav, Kopli tänav en Tõõstuse tänav.
De wijk Kopli is door een tramlijn verbonden met het centrum van Tallinn. Het Baltisch Station is door trolleybuslijnen verbonden met de stadsdistricten Kristiine en Mustamäe en met het centrum. Het district heeft ook diverse buslijnen.
Goederenspoorlijnen verbinden de havens van Paljassaare en Kopli met het Estische spoorwegnet.